# Chikati
Chikati foun un estat tributari protegit del tipus zamindari al districte de Ganjam de la presidència de Madras. Tenia una població el 1881 de 40.684 habitants. El riu principal era el Balinda i la capital Chikati.
Segons la tradició l'estat fou concedit a un sirdar pels antics reis d'Orissa. El sirdar va construir la fortalesa de Chikati vers el 881 i la seva nissaga va conservar l'estat des d'aquell temps.